# Campionato di calcio della Palestina/Eretz Israele 1933-1934
Il Campionato di calcio della Palestina/Eretz Israele 1933-1934 è stata la 2ª edizione del campionato di calcio del Mandato britannico della Palestina (poi divenuto campionato israeliano di calcio, dopo la fondazione di Israele nel 1948).
Fu organizzato a distanza di due anni dalla prima edizione, dopo che il campionato 1932-1933 non era stato disputato.
Le statistiche del campionato 1933-1934 sono lacunose, e neppure l'IFA ne dispone di ufficiali. È, comunque, accertato che l'Hapoel Tel Aviv vinse il titolo nazionale per la prima volta nella sua storia, come confermato dalle ricerche eseguite nel 2002 dalla Rec.Sport.Soccer Statistics Foundation.

## Verdetti
- Hapoel Tel Aviv campione della Palestina/Eretz Israele 1933-1934